# M203
M203 è la designazione data dall'esercito degli Stati Uniti ad un lanciagranate a colpo singolo da 40 mm, specificamente progettato per essere attaccato alla canna di un fucile d'assalto.
Sebbene originariamente progettato per equipaggiare i fucili d'assalto M16 o M4 (da esso derivato), esistono versioni che possono essere montate anche su altri tipi di armi, come pure modelli per un uso separato dal fucile.

## Storia
L'M203 fu la sola parte del progetto Special Purpose Individual Weapon ad entrare in produzione e fu introdotto nelle Forze Armate USA durante i primi anni settanta, sostituendo il più vecchio lanciagranate M79 ed il concettualmente simile Colt XM148. Tuttavia, mentre l'M79 era un'arma del tutto indipendente, l'M203 venne progettato specificamente come accessorio per fucile, al fine di migliorare l'efficienza di un soldato che poteva così alternare il fuoco della sua arma (proiettile) a quello del lanciagranate (granata esplosiva - HE).
Un nuovo lanciagranate in sviluppo, l'XM320, rimpiazzerà probabilmente l'M203 in servizio negli Stati Uniti. L'XM320 è più leggero dell'M203 e possiede altri vantaggi, come un comodo sistema di ricarica sul lato sinistro dell'arma ed un grilletto ad azione doppia. Le granate da 40 mm usate nell'M203 (40 x 46 mm) non sono le stesse del lanciagranate Mk 19 (40 x 53 mm), che sono lanciate più velocemente.

## Caratteristiche e funzionamento
L'M203 viene agganciato sotto la canna e davanti al caricatore, con il grilletto proprio davanti a quest'ultimo per un rapido utilizzo; il caricatore dell'arma funziona come impugnatura durante l'uso dell'M203. Il lanciagranate può essere montato senza l'uso di particolari attrezzi. Le armi equipaggiate con l'M203 vengono dotate di ottiche particolari, poiché quelle standard non sono tarate per il lanciagranate. L'M203 può lanciare granate da 40 mm di vario tipo, come granate esplosive, fumogene, illuminanti, granate a pallini, granate con gas CS (gas lacrimogeno) e granate da addestramento.
Il lanciagranate sfrutta un sistema di scorrimento "a pompa" della canna in avanti per esporre la finestra di caricamento della granata. Il compatto pacchetto di scatto e il grilletto protetto si trovano davanti al vano di inserimento del caricatore e il caricatore stesso viene sfruttato come impugnatura nel momento di utilizzo dell'accessorio.

## Componenti
È formato da diversi componenti, di solito includendo il lanciatore, adattatori per l'attacco a fucili d'assalto e mire a foglia (che possono essere usate con la mira frontale del fucile). Gli M203 possono anche essere equipaggiati con quadranti, montati alla slitta MIL-STD 1913 o sul maniglione di un fucile M16.

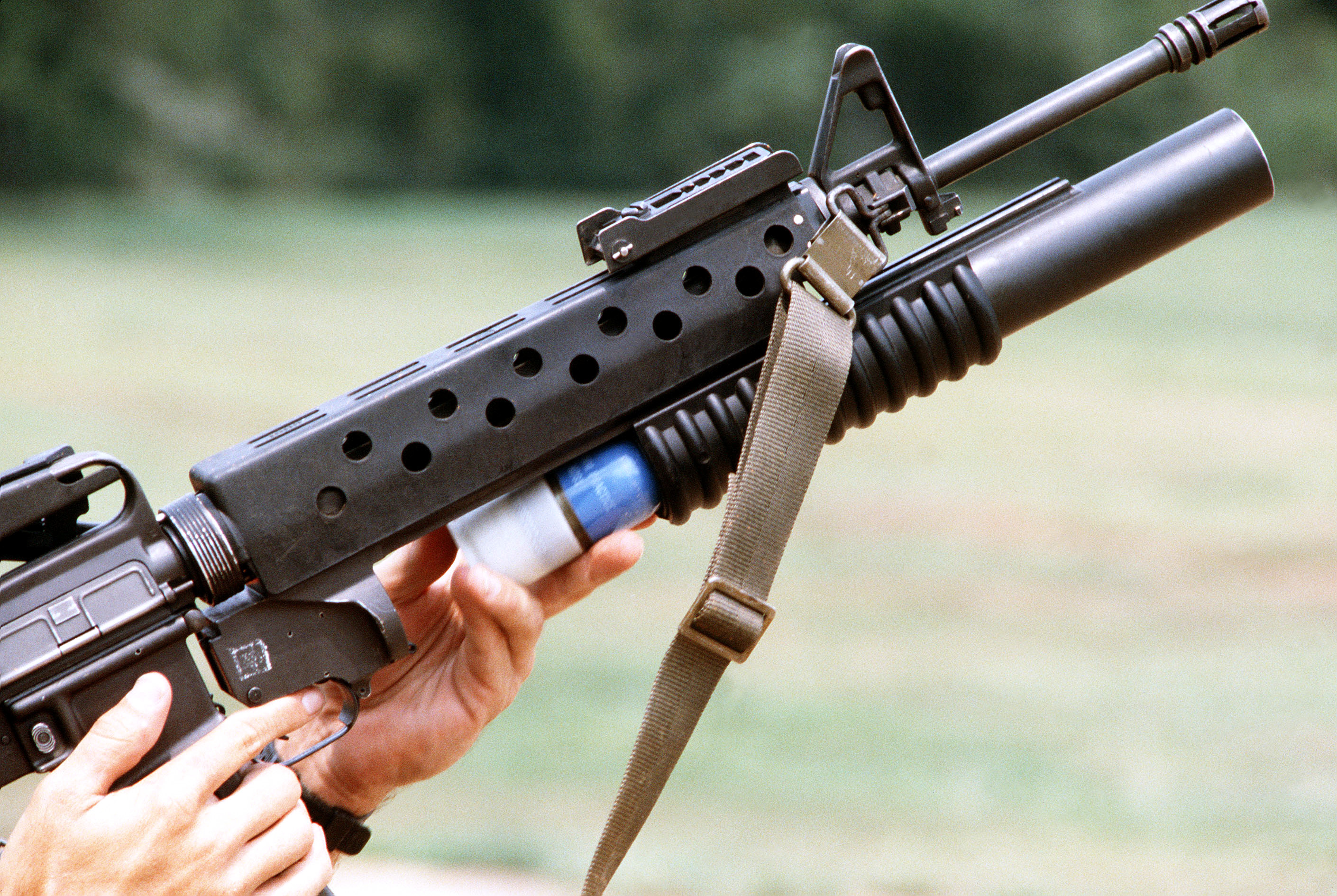
Ricarica di un M203 montato su un fucile M16A1. La punta blu della granata e il corpo bianco della cartuccia indicano che è una cartuccia di addestramento.

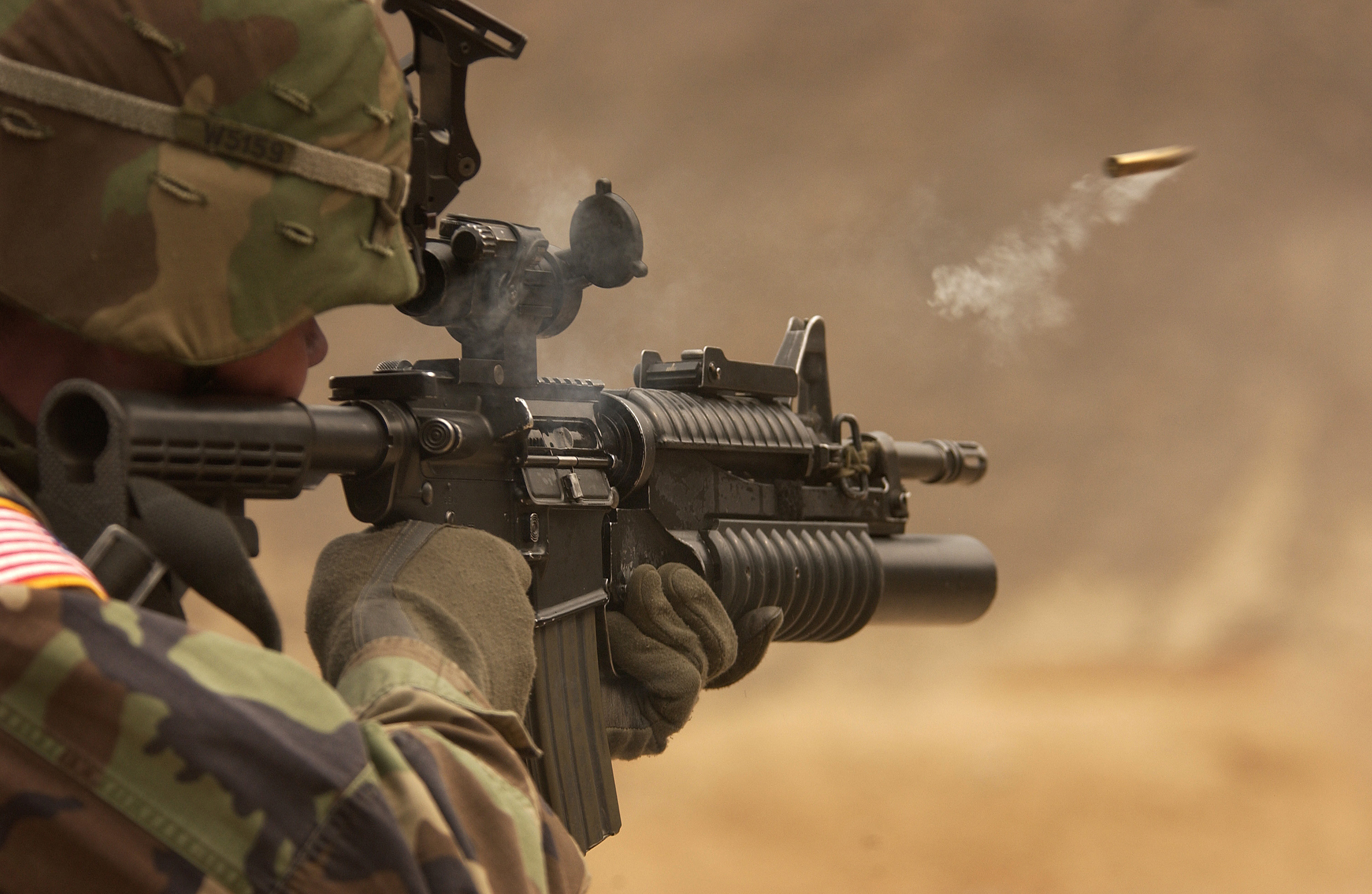
M203 montato su carabina M4A1

## Varianti
Ci sono numerose varianti dell'M203, costruito negli USA e in tutto il mondo, per diverse applicazioni. Queste variano soprattutto nella lunghezza della canna, nel tipo di attacco e nella velocità di smontaggio.
L'M203 standard è concepito per l'attacco permanente ai fucili M16, M16A2 ed M16A3 e utilizza una canna da 12 pollici. Può anche essere montato sulle carabine M4 e M4A1, usando una zona di attacco differente davanti alla mira frontale, nonostante il kit SOPMOD utilizzi lanciagranate M203A1.
L'americano M203A1 è stato progettato per essere usato con i fucili M4 e M4A1. La canna è ridotta a 9 pollici di lunghezza e, soprattutto, l'M203A1 QD (quick detach, smontaggio rapido) si può smontare rapidamente dal fucile, e può essere sostituito dal parafuoco inferiore M4 RAS della Knight's Armament Company. Un vantaggio di usare un lanciagranate da 40 mm su un fucile d'assalto equipaggiato con slitte MIL-STD 1913 è la possibilità di montare varie ottiche con tacche per determinare la distanza di tiro.
Il canadese M203A1 della Diemaco (ora Colt Canada) aveva un design simile ma con un differente sistema di montaggio che non richiedeva punti di montaggio della stessa forma di quelli dell'M16A1. La canna da 9 pollici dell'arma scorre avanti più lontano dei modelli standard americani per permettere il caricamento di cartucce più lunghe. Questo modello è identificabile dalla maggiore distanza tra l'asse della canna del lanciagranate e quello del fucile. Quest'arma potrebbe presto non essere più in produzione.
L'M203A2 è concepito per l'uso con M16A4 MWS (Modular weapon system). Usando canne standard da 12 pollici, il lanciagranate è stato progettato per l'uso con l'M5 RAS della Knight's Armament Company. Ancora, un vantaggio di questo sistema è che il montaggio di ottiche con tacche rende più facile colpire il bersaglio.
Il sistema M203 PI è usato per il montaggio dell'M203 su altri fucili, tra cui Steyr AUG, H&K G3 e altri fucili, e perfino dell'H&K MP5. Molte delle altre aziende hanno sinora sviluppato lanciagranate da 40 mm concepiti per essere integrati all'arma.
L'M203 e l'M203A1 sono al momento costruiti dalla Airtronic USA, Inc. di Elk Grove Village, Illinois per il Dipartimento della Difesa sotto i numeri di identificazione W52H09-06-D-0200 e W52H09-06-D-0225. Ogni contratto comporta la produzione di fino a 12.000 unità. Ogni unità è equipaggiata con parafuoco, mira a foglia e quadrante con tacche. Il costo di contratto varia da $840 a $1050 per unità. Il tasso di produzione è di 1500 unità al mese. L'M203A1 è stato modificato con una canna da 12 pollici per le richieste di maggior precisione.
L'M203 PI è costruito sia per il Dipartimento della Difesa sia per la libera vendita (alle forze dell'ordine negli USA e all'estero e alle Forze Armate straniere) dalla RM-Equipment Inc. di Miami, Florida.

## Utilizzatori
L'M203 è diventato molto popolare nel mondo ed è stato inevitabilmente usato su armi diverse da quelle per cui era stato progettato (M16/M4). Tra queste ci sono:
- Afghanistan

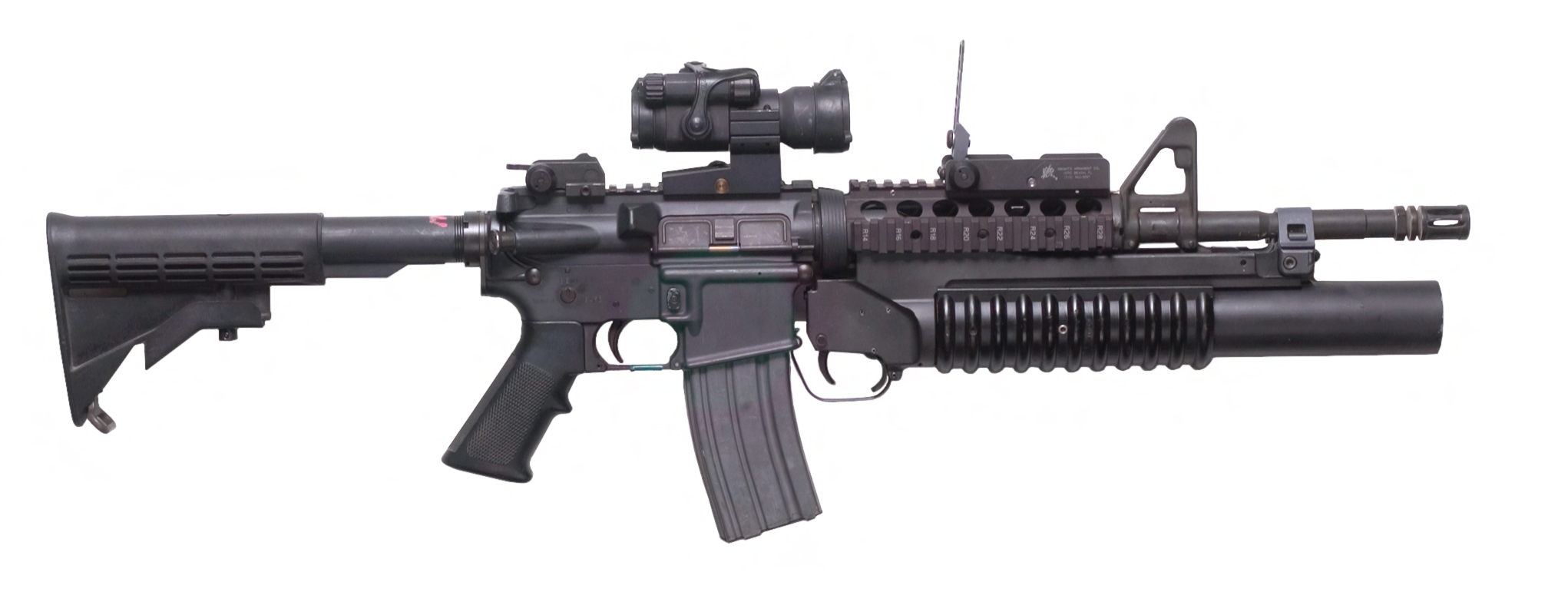
M4A1 con M203

- Australia: la variante M203PI, utilizzata con la carabina F88 Austeyr in servizio nell'Esercito australiano.[1]
- Austria: la variante M203PI, utilizzata con il fucile Steyr AUG in servizio nell'Esercito austriaco.[1]
- Brasile[1]
- Brunei[1]
- Camerun[1]
- Canada: utilizzato sui fucili C7 (variante dell'M16 in servizio con l'Esercito canadese)[2][3]
- Rep. Ceca: la variante Bushmaster M203, utilizzata con le carabine Bushmaster M4A3 in servizio con le forze speciali ceche.[4]
- Corea del Sud: una copia prodotta localmente dalla S&T Motiv e denominata K201, utilizzata sui fucili Daewoo K2.[1]
- Danimarca[5]
- Ecuador[1]
- El Salvador[1]
- Emirati Arabi Uniti[1]
- Filippine[1]: dal 2008 costruito su licenza dalla Floro International Corporation con il nome di FIC M203.[6][7]
- Francia: utilizzato sui fucili FAMAS in servizio nell'Esercito francese[8]
- Gabon[1]
- Georgia[9]
- Grecia[1]
- Guatemala[1]
- Honduras[1]
- Indonesia[1]
- Iraq
- Irlanda: utilizzato sugli Steyr AUG in servizio nelle Forze Armate irlandesi[1][10]
- Israele: utilizzato sulle carabine M4 e sui fucili Galil SAR e Tavor TAR-21 in servizio nelle Forze di Difesa Israeliane[1]
- Italia: utilizzato sui Bernardelli VB/VB-SR in servizio con il Nucleo Operativo Centrale di Sicurezza, sulle carabine Beretta AR-70/90 per l'uso nelle Forze Armate italiane nonché sui COLT M4 in dotazione ai reparti del bacino FS/FOS[1]
- Giordania[1]
- Kuwait[1]
- Libano[1]
- Liberia[1]
- Malaysia: utilizzato sull'M16A1 dall'esercito malese.[1]
- Birmania[1]
- Nuova Zelanda: la variante M203PI, utilizzata con la carabina F88 Austeyr in servizio nell'Esercito neozelandese.[1]
- Oman[1]
- Panama[1]
- Qatar[1]
- Singapore: utilizzato sul SAR 21 in servizio nelle Forze Armate di Singapore[1]
- Sri Lanka[1]
- Svezia: utilizzato sui Ak 4/Ak 5 in servizio nelle Forze Armate svedesi[1]
- Thailandia[1]
- Turchia: utilizzato sui G3 in servizio nelle Forze Armate turche[1]
- Stati Uniti[1]

## Diffusione tra i civili
Negli Stati Uniti, i lanciagranate M203 sono classificati come Destructive Devices (congegni distruttivi) in base al National Firearms Act soggetto al trattamento NFA. Gli M203 non sono molto comuni nei negozi NFA perché ogni granata esplosiva da 40 mm è sottoposta al trattamento NFA e alla conseguente tassa da $200. I 37 mm flare sono legali per l'uso civile senza il contrassegno NFA, e i lanciatori dei flare da 37 mm sono stati costruiti quasi con lo stesso stile degli M203.

## Nei videogiochi
- È utilizzato dall'USMC, montato su M16A2, in Battlefield 2
- È utilizzato dall'USMC, montato su G36 (fucile d'assalto) M4 e su M16A4, in Call of Duty 4
- È utilizzato dalle truppe USA, montato su M4 e M16A2, in America's Army
- È utilizzato in Scarface, montato su un M16A1
- È utilizzato in Socom, montato su M4A1 o M16A2
- È utilizzato in Soldier of Fortune II: Double Helix, montato su M4
- È utilizzato in Call of Duty 4: Modern Warfare, su tutti i fucili d'assalto, tranne l'AK-47 e l'STG-44
- È utilizzato in Call of Duty: Modern Warfare 2, su tutti i fucili d'assalto, tranne l'AK-47
- È utilizzato in Medal of Honor (2010), sull'M4.
- È utilizzato in Call of Duty: Black Ops, su tutti i fucili d'assalto, tranne l'AK-47, l'IMI Galil e il G11.
- È utilizzato in Stalker: Shadow of Chernobyl, Stalker: Clear Sky, e Stalker: Call of Pripjat, su fucili d'assalto ZMLR300 Weapons, SIGSAUER 550.
- È utilizzato in Black, sia unito al fucile mitragliatore M16A2 d'argento (nella modalità Black Ops) sia separato da altre armi.
- È utilizzato in Call of Duty: Modern Warfare 3 sul fucile M16A4 e sull'M4 (fucile d'assalto). Negli altri fucili d'assalto è stato rimpiazzato dal prototipo M320. Sull'AK47 è ancora in utilizzo il GP-25
- È utilizzato in Battlefield 4 sulla maggior parte di fucili Colt, come M4-M16a4
- In Metal Gear Solid V: The Phantom Pain è possibile sviluppare dei lanciagranate sottocanna, equipaggiabili nei fucili d'assalto e di precisione